# جيش درع الشرقية
جيش درع الشرقية هو تشكيل عسكري يتبنى أفكار الجيش السوري الحر، أُعلن عن تأسيسه في يوم السبت 22 أبريل 2017، ويهدف إلى تحرير المنطقة الشرقية من قوات سوريا الديمقراطية وتنظيم الدولة الإسلامية وقوات الأسد.

## تاريخ
في يوم السبت 22 أبريل 2017 أعلنت مجموعة من الفصائل العاملة في ريف حلب الشمالي عن توحدها وتشكيل جيش درع الشرقية، وجاء هذا التوحد نظراً للظروف التي تمر بها الثورة والظلم الذي وقع على أبناء المنطقة الشرقية بحسب تعبير البيان. كما جاء في بيان التشكيل أن الجيش يهدف إلى تحرير المنطقة الشرقية من داعش وقسد والنظام.

## وصلات خارجية
- الحساب الرسمي على تويتر
- الحساب الرسمي على فيسبوك